# Coppa Italia Dilettanti 2003-2004
La Coppa Italia Dilettanti 2003-04 di calcio si disputa tra marzo e maggio 2004, la vincitrice accede direttamente alla Serie D. Nel caso in cui sia già stata promossa in D per la posizione in classifica nel suo campionato, accede alla Serie D la finalista perdente. Se anch'essa è stata già promossa in D, sarà promossa la migliore delle semifinaliste, e se anche la migliore semifinalista è già promossa, ha diritto alla Serie D l'altra semifinalista, e così via.

## Squadre partecipanti
| Regione                  | Squadra                    | Città (provincia)          |
| ------------------------ | -------------------------- | -------------------------- |
| Piemonte e Valle d'Aosta | Derthona                   | Tortona (AL)               |
| Liguria                  | Loanesi San Francesco 1905 | Loano (SV)                 |
| Lombardia                | Salò Valsabbia             | Salò (BS)                  |
| Trentino-Alto Adige      | Arco                       | Arco (TN)                  |
| Veneto                   | Unione Camisano Torri      | Camisano Vicentino (VI)    |
| Friuli-Venezia Giulia    | Pro Romans                 | Romans d'Isonzo (GO)       |
| Emilia-Romagna           | Virtus Castelfranco        | Castelfranco Emilia (MO)   |
| Toscana                  | Lunigiana 1919             | Pontremoli (MS)            |
| Umbria                   | Cannara                    | Cannara (PG)               |
| Marche                   | Caldarola                  | Caldarola (MC)             |
| Lazio                    | Torrenova                  | Roma                       |
| Abruzzo                  | A.S.D. Francavilla         | Francavilla al Mare (CH)   |
| Molise                   | Montenero                  | Montenero di Bisaccia (CB) |
| Campania                 | Ischia                     | Ischia (NA)                |
| Puglia                   | San Paolo Bari             | Bari                       |
| Basilicata               | Abriola 90                 | Abriola (PZ)               |
| Calabria                 | Rosarno                    | Rosarno (RC)               |
| Sicilia                  | Giarre                     | Giarre (CT)                |
| Sardegna                 | Tempio                     | Tempio Pausania (SS)       |

- Unione Camisano Torri e  Lunigiana militavano in Promozione: se avessero vinto la Coppa Italia Dilettanti non avrebbero potuto ottenere la promozione in Serie D.

### Le finali regionali
| Regione                  | Vincitrice            | Finalista           | Risultato                   |
| ------------------------ | --------------------- | ------------------- | --------------------------- |
| Piemonte e Valle d'Aosta | Derthona              | Rivarolese          | 1 - 0                       |
| Liguria                  | Loanesi               | Sestri Levante      | 0 - 0 dts (3-0 dcr)         |
| Lombardia                | Salò Valsabbia        | Sporting San Donato | 2 - 1                       |
| Trentino-Alto Adige      | Arco                  | Porfido Albiano     | 1 - 1 dts (6-4 dcr)         |
| Veneto                   | Unione Camisano Torri | Schio               | 3 - 1 dts                   |
| Friuli-Venezia Giulia    | Pro Romans            | Fontanafredda       | 3 - 1                       |
| Emilia-Romagna           | Virtus Castelfranco   | Real Cesenatico     | 0 - 0 dts (6-5 dcr)         |
| Toscana                  | Lunigiana             | Castelfiorentino    | 0 - 0 e 0 - 0 dts (4-3 dcr) |
| Umbria                   | Cannara               | Pontevecchio        | 2 - 2 dts (5-4 dcr)         |
| Marche                   | Caldarola             | Forsempronese       | 1 - 0                       |
| Lazio                    | Torrenova             | Roma VIII           | 0 - 0 dts (4-3 dcr)         |
| Abruzzo                  | ASD Francavilla       | Penne               | 2 - 0 e 0 - 1               |
| Molise                   | Montenero             | Mafalda             | 1 - 0 dts                   |
| Campania                 | Ischia                | Gragnano            | 2 - 1 dts                   |
| Puglia                   | San Paolo Bari        | Francavilla         | 1 - 0 e 1 - 0               |
| Basilicata               | Abriola 90            | Irsinese            | 3 - 0                       |
| Calabria                 | Rosarno               | Sambiase            | 3 - 0                       |
| Sicilia                  | Giarre                | Raffadali           | 4 - 0                       |
| Sardegna                 | Tempio                | Nuorese             | 5 - 0                       |

## Fase eliminatoria a gironi
Le 19 squadre partecipanti al primo turno (10-17-24 marzo) sono state divise in 8 gironi:
- I gironi A, B e G sono composti da 3 squadre;
- I gironi C, D, E, F e H sono composti da 2 squadre.

I giorni sono stati sorteggiati come segue:
| Girone A              | Girone B       | Girone C            | Girone D  | Girone E  | Girone F    | Girone G       | Girone H        |
| --------------------- | -------------- | ------------------- | --------- | --------- | ----------- | -------------- | --------------- |
| Derthona              | Arco           | Salò Valsabbia      | Caldarola | Tempio    | Francavilla | Abriola 90     | Giarre          |
| Loanesi San Francesco | Camisano Torri | Virtus Castelfranco | Cannara   | Torrenova | Montenero   | Ischia         | Nuova Rosarnese |
| Lunigiana             | Pro Romans     |                     |           |           |             | San Paolo Bari |                 |

### Girone A
| Squadra      | P.ti | G | V | N | P | GF | GS | DR |
| ------------ | ---- | - | - | - | - | -- | -- | -- |
| 1. Derthona  | 4    | 2 | 1 | 1 | 0 | 3  | 1  | +2 |
| 2. Loanesi   | 3    | 2 | 1 | 0 | 1 | 5  | 3  | +2 |
| 3. Lunigiana | 1    | 2 | 0 | 1 | 1 | 0  | 4  | -4 |

| 10 marzo 2004, ore 15:00 | Lunigiana | 0 – 0 | Derthona |  |

| 17 marzo 2004, ore 15:00 | Loanesi | 4 – 0 | Lunigiana |  |

| 24 marzo 2004, ore 15:00 | Derthona | 3 – 1 | Loanesi |  |

### Girone B
| Squadra           | P.ti | G | V | N | P | GF | GS | DR |
| ----------------- | ---- | - | - | - | - | -- | -- | -- |
| 1. Pro Romans     | 6    | 2 | 2 | 0 | 0 | 3  | 0  | +3 |
| 2. Camisano Torri | 3    | 2 | 1 | 0 | 1 | 2  | 3  | -1 |
| 3. Arco           | 0    | 2 | 0 | 0 | 2 | 1  | 3  | -2 |

| 10 marzo 2004, ore 15:00 | Camisano Torri | 2 – 1 | Arco |  |

| 17 marzo 2004, ore 15:00 | Arco | 0 – 1 | Pro Romans |  |

| 24 marzo 2004, ore 15:00 | Pro Romans | 2 – 0 | Camisano Torri |  |

### Girone C
| 10 marzo 2004, ore 15:00 | Salò Valsabbia | 0 – 1 | Virtus Castelfranco |  |

| 24 marzo 2004, ore 15:00                     | Virtus Castelfranco  | 0 – 1 (d.t.s.) | Salò Valsabbia |  |
| \| \| \| \| \| \| Tiri di rigore 6 – 8 \| \| |                      |                |                |  |
|                                              |                      |                |                |  |
|                                              | Tiri di rigore 6 – 8 |                |                |  |

Qualificata/o:  Salò Valsabbia

### Girone D
| 10 marzo 2004, ore 15:00 | Caldarola | 0 – 2 | Cannara |  |

| 24 marzo 2004, ore 15:00 | Cannara | 0 – 0 | Caldarola |  |

Qualificata/o:  Cannara

### Girone E
| 10 marzo 2004, ore 15:00 | Tempio | 2 – 0 | Torrenova |  |

| 24 marzo 2004, ore 15:00 | Torrenova | 0 – 1 | Tempio |  |

Qualificata/o:  Tempio

### Girone F
| 10 marzo 2004, ore 15:00 | Montenero | 1 – 1 | Francavilla |  |

| 24 marzo 2004, ore 15:00 | Francavilla | 2 – 0 | Montenero |  |

Qualificata/o:  Francavilla

### Girone G
| Squadra           | P.ti | G | V | N | P | GF | GS | DR |
| ----------------- | ---- | - | - | - | - | -- | -- | -- |
| 1. San Paolo Bari | 6    | 2 | 2 | 0 | 0 | 7  | 3  | +4 |
| 2. Ischia         | 3    | 2 | 1 | 0 | 1 | 5  | 3  | +2 |
| 3. Abriola 90     | 0    | 2 | 0 | 0 | 2 | 1  | 7  | -6 |

| 10 marzo 2004, ore 15:00 | Ischia | 3 – 0 | Abriola 90 |  |

| 17 marzo 2004, ore 15:00 | Abriola 90 | 1 – 4 | San Paolo Bari |  |

| 24 marzo 2004, ore 15:00 | San Paolo Bari | 3 – 2 | Ischia |  |

### Girone H
| 10 marzo 2004, ore 15:00 | Giarre | 2 – 0 | Nuova Rosarnese |  |

| 24 marzo 2004, ore 15:00                     | Nuova Rosarnese      | 2 – 0 (d.t.s.) | Giarre |  |
| \| \| \| \| \| \| Tiri di rigore 4 – 5 \| \| |                      |                |        |  |
|                                              |                      |                |        |  |
|                                              | Tiri di rigore 4 – 5 |                |        |  |

Qualificata/o:  Giarre

## Fase a eliminazione diretta

### Quarti di Finale
| Squadra 1      | Totale | Squadra 2      | Andata     | Ritorno    |
| -------------- | ------ | -------------- | ---------- | ---------- |
|                |        |                | 31.03.2004 | 14.04.2004 |
| Pro Romans     | 0 - 4  | Derthona       | 0 - 1      | 0 - 3      |
| Tempio         | 1 - 4  | Salò Valsabbia | 0 - 3      | 1 - 1      |
| Francavilla    | 3 - 2  | Cannara        | 2 - 1      | 1 - 1      |
| San Paolo Bari | 2 - 0  | Giarre         | 2 - 0      | 0 - 0      |

### Semifinali
| Squadra 1   | Totale | Squadra 2      | Andata     | Ritorno    |
| ----------- | ------ | -------------- | ---------- | ---------- |
|             |        |                | 21.04.2004 | 28.04.2004 |
| Derthona    | 1 - 4  | Salò Valsabbia | 1 - 0      | 0 - 4      |
| Francavilla | 2 - 2  | San Paolo Bari | 2 - 1      | 0 - 1      |

### Finale
| Arbitro: | Calvarese (Teramo) |

| |            | |
| Ferrari 26’ | Marcatori  | |
| · Bertoldi · Faita · Caini · Ferretti · Salvadori · Cazzamalli · Scirè · Danesi · Lumini · (71' Cittadini) Quarenghi · Ferrari | Formazioni | · Castelletti · Clementini · Merolla · De Ruggiero · Sibillano · Palasciano (59' Pallone) · D'Ermilio · Vermone (59' Saracino) · Faccitondo (72' Sciacovelli) · Antonicelli · Morea |
| Bonvicini | Allenatori | Di Giovanni |